# Santiago Ixcuintla
Santiago Ixcuintla är en ort i Mexiko.   Den ligger i kommunen Santiago Ixcuintla och delstaten Nayarit, i den centrala delen av landet, 700 km väster om huvudstaden Mexico City. Santiago Ixcuintla ligger 18 meter över havet och antalet invånare är 18 365.
Terrängen runt Santiago Ixcuintla är platt. Runt Santiago Ixcuintla är det ganska glesbefolkat, med 45 invånare per kvadratkilometer. Santiago Ixcuintla är det största samhället i trakten. Trakten runt Santiago Ixcuintla består till största delen av jordbruksmark.